# Raffaele Riario
Raffaele Sansoni Riario della Rovere (Savona, 3 maggio 1461 – Napoli, 9 luglio 1521) è stato un cardinale italiano con diversi incarichi nel governo della Chiesa cattolica e vescovo di numerose diocesi. Fu un amante delle arti e un mecenate e si deve principalmente a lui l'inizio dell'attività di Michelangelo a Roma.

## Biografia
Era figlio di Antonio Sansoni e di Violante Riario Della Rovere (sorella di Pietro Riario e Girolamo Riario) e prese il cognome della madre. Alla protezione del potente prozio, il papa Sisto IV e del nipote di questi Girolamo Riario, signore di Imola e comandante generale dello Stato Pontificio, si deve la sua precoce ascesa ai vertici delle gerarchie curiali. Già protonotario apostolico (così lo ritrasse Melozzo da Forlì, accanto al pontefice, al Platina e ad altri parenti in un celebre affresco del 1476-77), appena diciassettenne il 10 dicembre 1477 venne creato cardinale da sotto il titolo diaconale di S. Giorgio al Velabro. Successe così nel ruolo di porporato ‘di famiglia’ a Pietro Riario, fratello di Girolamo, morto nel 1474.
Alla nomina cardinalizia seguì, il 19 gennaio 1478, quella a legato per l'Umbria, dove Perugia e altri centri minori, sostenuti da Lorenzo de' Medici, si erano ribellati al pontefice. Riario, allora studente di diritto canonico a Pisa, dove aveva come precettore l'umanista antimediceo Iacopo di Poggio Bracciolini, si trovò catapultato al centro della grande politica in un frangente particolarmente delicato dei rapporti tra la Repubblica di Firenze e Sisto IV: questi, in funzione antimedicea, sosteneva la candidatura alla sede arcivescovile di Pisa da parte di Francesco Salviati, collaboratore di Pietro Riario e cugino di Jacopo de' Pazzi.
Proprio negli ambienti legati ai Pazzi, nel 1474-75 venne definito, con l'avallo dello stesso papa e del re di Napoli, Ferrante d'Aragona, un piano per estromettere i Medici dal governo di Firenze. L'occasione per l'attuazione della cospirazione nota come Congiura dei Pazzi venne offerta proprio dal viaggio che Riario doveva compiere per prendere possesso della legazione umbra. Il passaggio per Firenze del cardinale si rivelò infatti «un vero e proprio cavallo di Troia» permettendo ai congiurati di eludere il sistema di sicurezza predisposto dai Medici e di porre in atto la congiura; essa portò al ferimento di Lorenzo e all'uccisione del fratello di questi, Giuliano, senza tuttavia riuscire nell'intento di rovesciare il regime mediceo. L'aggressione avvenne il 26 aprile 1478 in duomo nel corso di una celebrazione presieduta proprio da Riario, il quale venne arrestato (scampando così al linciaggio popolare) e tenuto in ostaggio, a differenza di Salviati, di Francesco Pazzi e altri congiurati, che furono giustiziati. In risposta, Sisto IV scagliò l'interdetto su Firenze, scomunicando Lorenzo de' Medici. L'offensiva spirituale e propagandistica del pontefice era finalizzata, tra l'altro, alla liberazione di Riario, che fu ottenuta il 12 giugno 1478. La storiografia non è riuscita a definire il suo reale grado di coinvolgimento, ma è probabile, come già scrisse Francesco Guicciardini, che l'ancora inesperto neocardinale fosse stato «non conscio per la età» delle trame dei suoi familiari e alleati. Legato a queste vicende è l'avvio dei rapporti con Marsilio Ficino: nei primi del 1478 l'umanista fece infatti pervenire a Riario una lettera gratulatoria, accompagnata da un opuscolo intitolato Veritas de institutione principis ad Raphaelem Riarium cardinalem. Alcune allusioni allegoriche dello scritto, unitamente a una seconda missiva elogiativa di Riario inviata da Ficino «a nome dei fiorentini e dei pisani» al fiduciario del re di Napoli, hanno indotto a ipotizzare che egli fosse consapevole dell'imminente congiura. Fallita quest'ultima, a ogni modo, l'umanista si riavvicinò ai Medici, rifiutando – forse per prudenza – l'offerta che Riario gli aveva fatto di seguirlo a Roma.
Grazie anche alle sue abilità politiche, Raffaele Riario fu in grado di tessere una rete di rapporti e di acquisire un'autorevolezza tali da attraversare indenne i difficili frangenti seguiti alla morte dei suoi protettori, Sisto IV (1484) e Girolamo Riario (1488). Mantenne infatti una posizione in Curia anche sotto i pontificati seguenti, a partire da quello di Innocenzo VIII (29 agosto 1484), che contribuì a far eleggere. In occasione di questo e dei successivi conclavi il suo nome figurò costantemente tra quello dei papabili. L'accumulo e la gestione personalistica di titoli e prebende hanno concorso a fare di Riario la paradigmatica incarnazione della figura del cardinale-principe caratteristica del primo Rinascimento. A quell'epoca era invalso l'uso di cumulare più cariche ecclesiastiche per ricevere le relative prebende. Questa pratica fu poi fortemente limitata dal Concilio di Trento.
I rapporti con Alessandro VI, che in conclave si era guadagnato il suo favore con promesse, furono inizialmente positivi. Nella primavera del 1495 Riario riparò con il pontefice a Orvieto al passaggio delle truppe di Carlo VIII; poi, nel giugno del 1497, venne nominato tra i sei cardinali che stilarono la mai pubblicata bolla di riforma della Curia, effimero frutto della breve stagione moralizzatrice inaugurata da Borgia dopo la morte del figlio Giovanni. Negli anni seguenti, tuttavia, quando Borgia sostenne l'ambizioso piano del figlio Cesare per la creazione di un ducato in Romagna a scapito dei signori locali, quali i Riario Sforza che persero Forlì e Imola (dicembre 1499-gennaio 1500), Riario dovette abbandonare Roma, rifugiandosi in Francia presso Luigi XII. Con questi fece ritorno nella penisola nell'agosto del 1502, rientrando tuttavia nell'Urbe solo alla morte di Alessandro VI, nel settembre del 1503.
In qualità di camerlengo, resse la sede vacante e amministrò i conclavi dai quali uscirono eletti prima Pio III (22 settembre 1503) e poi Giulio II (1º novembre 1503), questi lo tenne in grande considerazione, tuttavia non valsero l'appoggio del pontefice alla restaurazione del regime dei Riario a Forlì e Imola, che la Chiesa aveva recuperato in seguito alla caduta del Valentino. Ordinato cardinale prete nell'aprile del 1504, Riario mantenne a ogni modo un ruolo centrale nel Sacro Collegio, ottenendo nel marzo del 1506 la legazione di Roma durante l'assenza del papa, impegnato nella campagna per Bologna e Perugia. Nel settembre successivo, siglò l'accordo per la sottomissione di Giampaolo Baglioni, che permise l'ingresso del pontefice a Perugia.
In seguito, celebrò con un discorso in Concistoro le imprese del "papa guerriero", volte a suo giudizio non a favorire l'interesse personale, ma a consolidare lo Stato della Chiesa. A sua volta, alla vigilia della morte, Giulio II raccomandò i propri parenti a Riario. Un anno prima (20 gennaio 1511), Riario aveva assunto il titolo di decano del Sacro Collegio e quindi cardinale di Ostia, con il quale prese parte al Concilio Lateranense V (1512-15), celebrandovi la messa inaugurale (3 maggio 1512). Come decano e favorito del partito spagnolo, alla morte di Giulio II prese parte al conclave che, anche grazie alla sua rinuncia e alla decisione di dirottare le preferenze dei suoi sostenitori sul Medici, determinò l'elezione del figlio di Lorenzo il Magnifico, Giovanni (11 marzo 1513). Nel dicembre del 1514, presenziò all'incontro di Bologna tra Leone X e il re di Francia Francesco I, reduce dalla riconquista di Milano.
Il pontificato del Medici coincise, tuttavia, con la fase crepuscolare della lunga parabola curiale di Riario, la quale, così come aveva preso avvio, si concluse nel segno di una congiura dai contorni ambigui. Delusi dalla contraddittoria condotta di Leone X, nel 1517 alcuni cardinali "giovani" architettarono infatti un piano volto all'eliminazione del papa e alla sua sostituzione, secondo alcuni, proprio con Riario. La presunta congiura fu tuttavia scoperta, offrendo al pontefice il pretesto per procedere all'incriminazione dei suoi più temibili avversari. Il 19 maggio vennero arrestati i cardinali Bandinello Sauli e Alfonso Petrucci, quest'ultimo giustiziato ai primi di luglio. Il 29 maggio fu poi la volta di Riario, il quale venne rinchiuso in Castel S. Angelo e privato del titolo cardinalizio oltre che di numerosi benefici. Dalla confessione estortagli emerse la complicità di altri due porporati, Francesco Soderini e Adriano Castellesi, che furono perdonati, ma condannati all'esilio. Il 20 maggio 1520 firmò il decreto con il quale Leone X intimava al duca Federico di Sassonia di costringere Lutero a ritrattare le sue tesi. Nell'autunno, ammalatosi, ottenne di trasferirsi prima a Caprarola, poi a Napoli, dove fu ospite del gran conestabile Prospero Colonna. Si ammalò nuovamente nella primavera del 1521. Superata la crisi, il 3 luglio dettò, alla presenza dei fratelli Giuliano e Giovan Battista Galli, il proprio testamento, di cui nominò coesecutori Giulio de' Medici e il nipote Cesare Riario.
Ricevuta l'estrema unzione, morì a Napoli il 9 luglio 1521. Dopo la cerimonia funebre officiata presso la chiesa di S. Agostino, il corpo venne condotto a Roma, ove ricevette solenne sepoltura nella basilica di S. Lorenzo in Damaso, per essere poi trasferito presso i Ss. Apostoli, dove oggi riposa nel monumento funebre a lui dedicato.

### Protettore delle arti
Manifestazione eloquente delle ambizioni temporali di Riario fu la costruzione nel centro di Roma di una dimora principesca, che rappresentò per anni «l'unica costruzione […] che potesse veramente rivaleggiare con il Pantheon». Il palazzo sorse sul sito della chiesa paleocristiana di S. Lorenzo in Damaso, che fu demolita per essere ricostruita e incorporata nel nuovo complesso. Il Palazzo, detto poi della Cancelleria (sull'antica via Papalis, oggi corso Vittorio Emanuele II) fu edificato tra il 1487 e il 1495 circa (con rifiniture nel 1502-03 e nel 1511) grazie al contributo di diversi architetti, tra i quali Baccio Pontelli, Andrea Bregno, Antonio e Giuliano da Sangallo. Il palazzo fu realizzato secondo le istanze del nuovo stile vitruviano condivise da Riario, promotore dell'Accademia Pomponiana e dedicatario dell'editio princeps del De architectura di Vitruvio curata da Giovanni Sulpizio (1487/1488): esso si caratterizza per la facciata dall'inusuale lunghezza, per il cortile monumentale che si adattava al gusto del committente per le rappresentazioni, per gli avancorpi (o torri) laterali e per l'articolazione su tre piani, decorati con opus isodomum e ordini di paraste a "trovata ritmica". Questi elementi conferivano all'edificio un aspetto classicheggiante, inusuale per i grandi palazzi romani tardomedievali, più simili a fortezze che al modello di reggia principesca, e teorizzato in quegli anni nel De cardinalatu di Paolo Cortesi. Al proprio interno, il palazzo ospitava numerose opere d'arte e antiche statue. A una di esse è collegata la prima venuta di Michelangelo a Roma: tra il 1495 e il 1496, infatti, Riario aveva acquistato tramite un intermediario la statua di un Cupido dormiente ritenuta antica, che invece era stata realizzata dal giovane artista. Accortosi della truffa, il cardinale inviò a Firenze un agente per rintracciare l'autore dell'opera, il quale, all'oscuro del raggiro, si recò a Roma per recuperare la statua. Fu così che Michelangelo entrò in contatto con Riario, il quale gli mostrò la sua collezione di statue (tra le quali spiccavano due marmi raffiguranti Giunone e la musa Melpomene) e gli commissionò la realizzazione di un Bacco, che tuttavia non piacque al cardinale e finì per essere acquisito dall'ospite romano del Buonarroti, Jacopo Gallo.
In questi anni Riario fu uno dei più popolari protagonisti della vita pubblica romana: i diari e le cronache lo ritraggono al centro di eventi mondani e aneddoti riguardanti la caccia, il gioco e la politica accanto ad altri influenti cardinali, quali Ascanio Sforza, Rodrigo Borgia e Franceschetto Cybo, al quale pare vinse in una notte ben 14 000 ducati, poi impiegati per finanziare il cantiere del suo palazzo. Alieno da interessi spirituali e più a suo agio nelle vesti di munifico mecenate, favorì umanisti come Antonio Flamini, fu dedicatario dell'edizione romana del Manilii Astronomicon (1484), corrispose con Erasmo da Rotterdam e «accordò al teatro favori da principe», finanziando rappresentazioni di grande impatto scenico, come quella del 1492 per la riconquista di Granada, o quella del 1486 che vide l'allestimento dell'Hyppolitus di Seneca. Sovrintese inoltre alla realizzazione della nuova via Alessandrina in vista del giubileo del 1500, ma non gli fu possibile presenziare all'inaugurazione, in quanto costretto a lasciare Roma nel novembre del 1499 a causa di contrasti insorti con i Borgia.
Nei primi anni del decanato commissionò a Jacopo Ripanda un ciclo di affreschi per il palazzo dell'episcopio ostiense, ristrutturato da Baldassarre Peruzzi. Sempre a questo periodo risale il noto affresco del Miracolo di Bolsena (1512), eseguito da Raffaello che vi ritrasse il papa Giulio II circondato da membri della casa pontificia, tra i quali Riario (un terzo ritratto si conserva nel suo monumento funebre).

### Cariche ricoperte
Le principali cariche del cardinal Riario furono:
- Cardinale diacono del titolo di San Giorgio in Velabro dal 10 dicembre 1477 al 5 maggio 1480
- Legato a Perugia dal 1478 al 1480
- Amministratore apostolico dell'arcidiocesi di Pisa dal 17 settembre 1479 al giugno 1499, riconfermato il 3 al 18 settembre 1518
- Amministratore apostolico della diocesi di Cuenca dal 13 agosto 1479 all'8 luglio 1482, poi Vescovo da 24 maggio 1493 al 12 aprile 1518
- Legato nelle Marche dal 1480 al 1484[5]
- Amministratore apostolico di Tréguier dal 18 agosto 1480 al maggio 1483
- Amministratore apostolico di Salamanca dal 8 luglio 1482 al 15 gennaio 1483
- Amministratore apostolico di Osma dal 15 gennaio 1483 al maggio 1493
- Camerlengo del Sacro Collegio dei Cardinalizio per quasi quarant'anni, dal 1483 al 1521
- Cardinale presbiterio del titolo di San Lorenzo in Damaso dal 5 maggio 1480 al novembre 1503
- Amministratore apostolico di Viterbo dal 24 agosto 1498 al 16 settembre 1506
- Vescovo di Albano dal 29 novembre 1503 al 10 settembre 1507
- Cardinale vescovo del titolo di Sabina dal 10 settembre 1507 al 22 settembre 1508
- Amministratore apostolico di Arezzo dal 7 luglio 1508 al 5 novembre 1511
- Cardinale vescovo del titolo di Porto e Santa Rufina dal 22 settembre 1508 a gennaio 1511
- Cardinale vescovo del titolo di Ostia-Velletri dal 20 gennaio 1511 al luglio 1521, in quanto
- Decano del Sacro collegio dal 1511 al 1521
- Vescovo di Savona dal 5 dicembre 1511 al 9 aprile 1516
- Amministratore apostolico della diocesi di Lucca dall'8 marzo 1517 al 13 novembre 1517
- Amministratore apostolico di Malaga dal 12 aprile al 3 settembre 1518
- Protonotario Apostolico
- Nunzio apostolico in Ungheria

L'investitura a cardinale gli fu revocata il 22 giugno 1517 come sanzione per aver partecipato a una congiura contro il papa, ordita dal cardinale Alfonso Petrucci, ma gli fu ripristinata il 24 agosto 1517. Inoltre godette di pensioni varie e commende, tra le quali quelle di S. Mercuriale e S. Maria di Fumana (Forlì), S. Donnino (Pisa), S. Bartolomeo (Genova). Fu infine protettore dell'Ordine Agostiniano.

## Genealogia episcopale e successione apostolica
La genealogia episcopale è:
- Cardinale Guillaume d'Estouteville, O.S.B. Clun.
- Papa Sisto IV
- Papa Giulio II
- Cardinale Raffaele Sansoni Riario

La successione apostolica è:
- Papa Leone X (1513)

## Nella cultura di massa
- Nella serie televisiva francese I Borgia è interpretato dall'attore Scott William Winters.

## Ascendenza
|                                      |                 |                                          | Genitori                  |  |  | Nonni |  |  | Bisnonni |  |  | Trisnonni |  |
|                                      |                 |                                          |                           |  |  |       |  |  | …        |  |  | …         |  |
|                                      |                 |                                          |                           |  |  |       |  |  | …        |  |  | …         |  |
|                                      |                 | …                                        |                           |  |  |       |  |  | …        |  |  |           |  |
| …                                    |                 |                                          |                           |  |  |       |  |  | …        |  |  |           |  |
|                                      |                 | …                                        | …                         |  |  |       |  |  |          |  |  |           |  |
|                                      |                 | …                                        | …                         |  |  |       |  |  |          |  |  |           |  |
|                                      |                 | …                                        | …                         |  |  |       |  |  |          |  |  |           |  |
| Antonio Sansoni                      |                 | …                                        |                           |  |  |       |  |  |          |  |  |           |  |
|                                      |                 | …                                        | …                         |  |  |       |  |  |          |  |  |           |  |
|                                      |                 | …                                        | …                         |  |  |       |  |  |          |  |  |           |  |
|                                      |                 | …                                        | …                         |  |  |       |  |  |          |  |  |           |  |
| …                                    |                 | …                                        |                           |  |  |       |  |  |          |  |  |           |  |
|                                      |                 | …                                        | …                         |  |  |       |  |  |          |  |  |           |  |
|                                      |                 | …                                        | …                         |  |  |       |  |  |          |  |  |           |  |
|                                      |                 | …                                        | …                         |  |  |       |  |  |          |  |  |           |  |
| Raffaele Sansoni Riario della Rovere |                 | …                                        |                           |  |  |       |  |  |          |  |  |           |  |
|                                      | Raffaele Riario | Bartolomeo Riario                        |                           |  |  |       |  |  |          |  |  |           |  |
|                                      | Raffaele Riario | Bartolomeo Riario                        |                           |  |  |       |  |  |          |  |  |           |  |
|                                      | Raffaele Riario | …                                        |                           |  |  |       |  |  |          |  |  |           |  |
| Paolo Riario                         | Raffaele Riario |                                          |                           |  |  |       |  |  |          |  |  |           |  |
|                                      |                 | Teodorina Spinola di Luccoli             | Nicolò Spinola di Luccoli |  |  |       |  |  |          |  |  |           |  |
|                                      |                 | Teodorina Spinola di Luccoli             | Nicolò Spinola di Luccoli |  |  |       |  |  |          |  |  |           |  |
|                                      |                 | Teodorina Spinola di Luccoli             | …                         |  |  |       |  |  |          |  |  |           |  |
| Violante Riario della Rovere         |                 | Teodorina Spinola di Luccoli             |                           |  |  |       |  |  |          |  |  |           |  |
|                                      |                 | Leonardo Beltramo di Savona della Rovere | …                         |  |  |       |  |  |          |  |  |           |  |
|                                      |                 | Leonardo Beltramo di Savona della Rovere | …                         |  |  |       |  |  |          |  |  |           |  |
|                                      |                 | Leonardo Beltramo di Savona della Rovere | …                         |  |  |       |  |  |          |  |  |           |  |
| Bianca della Rovere                  |                 | Leonardo Beltramo di Savona della Rovere |                           |  |  |       |  |  |          |  |  |           |  |
|                                      |                 | Luchina Monteleoni                       | Giovanni Monleone         |  |  |       |  |  |          |  |  |           |  |
|                                      |                 | Luchina Monteleoni                       | Giovanni Monleone         |  |  |       |  |  |          |  |  |           |  |
|                                      |                 | Luchina Monteleoni                       | …                         |  |  |       |  |  |          |  |  |           |  |
|                                      |                 | Luchina Monteleoni                       |                           |  |  |       |  |  |          |  |  |           |  |